# Ferrari 248 F1
Ferrari 248F1 je vůz Formule 1, který se účastnil mistrovství světa v roce 2006.

## Ferrari
- Model: Ferrari 248F1 (2,4 litru, objem motoru 8 válců, Formule 1)
- Rok výroby: 2006
- Země původu: Itálie
- Konstruktér: Aldo Costa John Iley
- Debut v F1: Grand Prix Bahrajnu 2006

## Popis

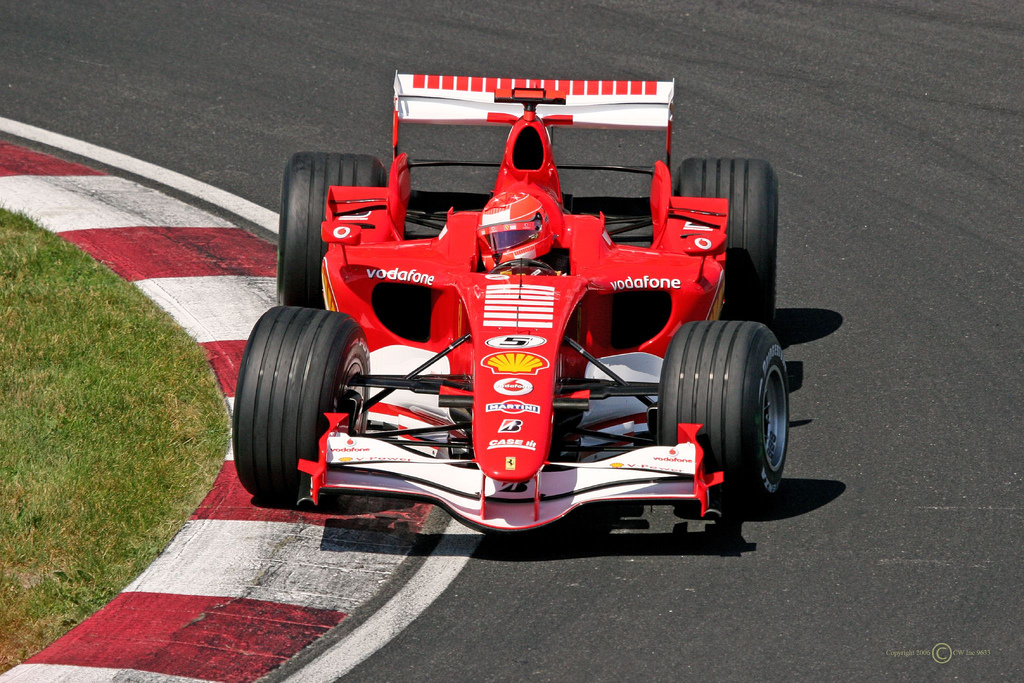
Michael Schumacher s vozem 248F1 při Grand Prix Kanady 2006.

Rory Byrne zůstal u týmu pouze jako poradce a hlavní práce na vývoji vozu převzal Aldo Costa. Nový osmiválcový motor si vyžádal radikální změny z hlediska mechaniky a aerodynamiky. Šasi je celé nové, bylo také optimalizováno rozložení hmotnosti. Nová převodovka a diferenciál jsou konstruovány z kompozitních materiálů a bylo nutné je sladit s charakteristikou motoru V8. V počátku se monopost potýkal se značným chvěním, které se postupně normalizovalo. Největší pozornost byla soustředěna na Paola Martinelliho a Gillese Simona, kteří měli na starost vývoj nového osmiválcového motoru s uhlem sevření 90°. Vývoj tohoto motoru byl zahájen již v průběhu roku 2004 a na podzim 2005 byl dokončen. Na motoru samotném spolupracovalo také oddělení vývoje sportovních a cestovních vozů, které má větší zkušenosti se stavbou osmiválců. Během roku došlo k doladěni některých komponentů. Zadní přítlačné křídlo muselo být vyztuženo středovou výztuhou, rivalove nařkli Ferrari z toho, že se křídlo ohýbá a to odporuje pravidlům. Od Hockenheimu přibylo křídlo na zadní bočnici. Ferrari také přišlo s novinkou a to zadní krit kola, který vyvolal u konkurence bouři nevole, ale sportovní komisaři tuto část vozu neoznačili za nelegální. Značné změny si vyžádalo i zadní zavěšení, kde pouzdro převodovky a zkrutné tyče byly výrazně zaobleny. Z počátku sezóny se tým potýkal s vadnými ventily, které byly od Imoly zcela nahrazeny novými. K velké ceně Francie Ferrari nastoupilo se štíhlejším krytem motoru a také komínky a T křídlo na bočnicích, jenž byly na začátku sezony na sobě nezávislé komponenty, tvořily nadále nedělitelný celek. Další zvláštností bylo umístění zpětných zrcátek, které Ferrari připevnilo nad ústí náběhu chladičů. Zatímco ostatní experimentovali s kýlem do V nebo úplně bez něj, Ferrari zůstalo věrné klasickému řešení s jednoduchým kýlem.

## Technická data
- Motor: Ferrari Tipo 056
  - V8 90°
  - Objem: 2398 cc
  - Vstřikování Magneti Marelli
  - Palivový systém Magneti Marelli.
  - Palivo Shell V-Power ULG 59
  - Mazivo Shell SL-0932
  - Výkon: 800cv/17400 otáček

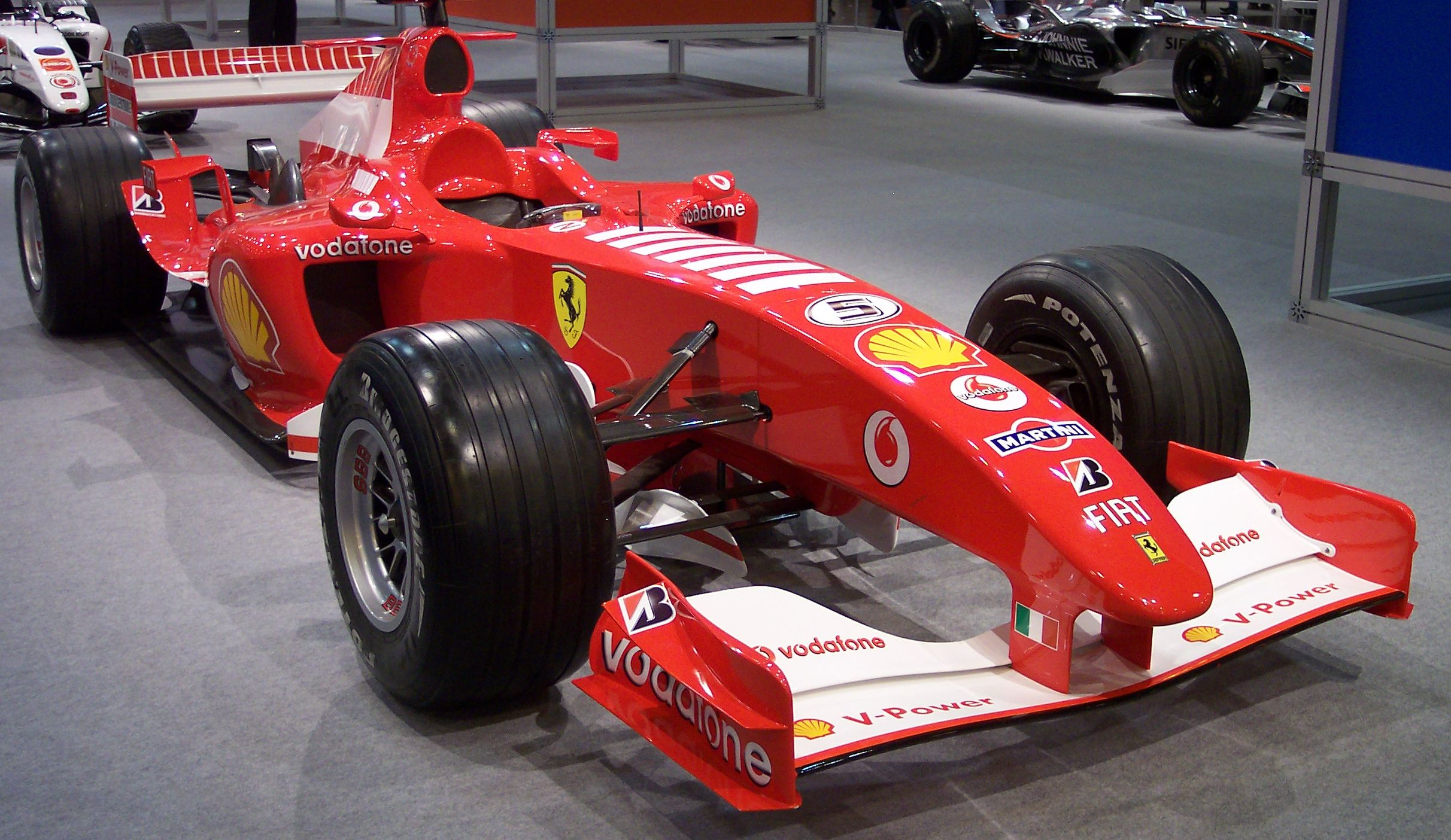
Ferrari 248 F1

  - Převodovka: Ferrari L 7stupňová poloautomatická sekvenční s elektronickou kontrolou.
  - Pneumatiky: Bridgestone
  - Brzdy Brembo
- Šasi
  - Délka: 4545 mm
  - Šířka: 1796 mm
  - Výška: 959 mm
  - Váha: 600 Kg (včetně pilota, vody a oleje)
  - Rozchod kol vpředu: 1470 mm
  - Roschod kol vzadu: 1405 mm
  - Těžiště: 3050 mm

## Piloti
- Michael Schumacher
- Felipe Massa

## Statistika
- 18 Grand Prix
- 9 vítězství
- 8 pole positions
- 201 bodů
- 19 x podium

- Žlutě – vítězství / Šedá – 2 místo / Oranžová – 3 místo / Zeleně – bodoval / Fialově - odstoupil

| Jezdec             | 1     | 2     | 3        | 4      | 5      | 6      | 7     | 8      | 9      | 10     | 11     | 12     | 13    | 14     | 15     | 16       | 17       | 18     | Poř.     | Body |
| ------------------ | ----- | ----- | -------- | ------ | ------ | ------ | ----- | ------ | ------ | ------ | ------ | ------ | ----- | ------ | ------ | -------- | -------- | ------ | -------- | ---- |
| Michael Schumacher | BAH 2 | MAL 6 | AUS Ods. | SMR 1  | EVR 1  | ŠPA 2  | MON 5 | GBR 2  | KAN 2  | USA 1  | FRA 1  | NĚM 1  | MAĎ 8 | TUR 3  | ITA 1  | ČÍN 1    | JAP Ods. | BRA 4  | 2. místo | 121  |
| Felipe Massa       | BAH 9 | MAL 5 | AUS Ods. | SMR 4  | EVR 3  | ŠPA 4  | MON 9 | GBR 5  | KAN 5  | USA 2  | FRA 3  | NĚM 2  | MAĎ 7 | TUR 1  | ITA 9  | ČÍN Ods. | JAP 2    | BRA 1  | 3. místo | 80   |
| Pohár konstruktérů | BAH 8 | MAL 7 | AUS -    | SMR 15 | EVR 16 | ŠPA 13 | MON 4 | GBR 12 | KAN 12 | USA 18 | FRA 16 | NĚM 18 | MAĎ 3 | TUR 16 | ITA 10 | ČÍN 10   | JAP 8    | BRA 15 | 2. místo | 201  |